# Chaugachha
Chaugachha è un sottodistretto (upazila) del Bangladesh situato nel distretto di Jessore, divisione di Khulna. Si estende su una superficie di 269,31 km² e conta una popolazione di 231.370 abitanti (dato censimento 1991).